# Idiocera (Idiocera) cotabatoensis
Idiocera (Idiocera) cotabatoensis is een tweevleugelige uit de familie steltmuggen (Limoniidae). De soort komt voor in het Oriëntaals gebied.